# Desenho assistido por computador

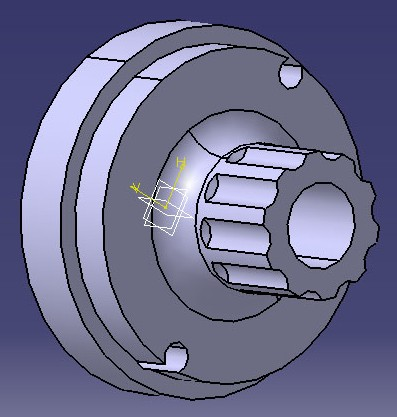
Peça desenvolvida em CAD

Desenho assistido por computador (DAC; em inglês:  computer aided design - CAD) é o nome genérico de sistemas computacionais (software) utilizados pela engenharia, geologia, geografia, arquitetura e design para facilitar o projeto e desenho técnicos. No caso do design, este pode estar ligado especificamente a todas as suas vertentes (produtos como vestuário, eletroeletrônicos, automobilísticos, etc.), de modo que os jargões de cada especialidade são incorporados na interface de cada programa.

## História
- 1950 – Inicio de aplicações de computadores em auxílio das engenharias. Criação de gráficos monocromáticos a partir de um computador.
- 51 – Aparecimento dos primeiros terminais gráficos e impressoras
- 53 - Aparecimento das primeiras impressoras
- 58 – Dispositivos de aquisição de dados
- 62 – Primeiro trabalho gráfico em três dimensões
- 70 – A IBM revoluciona o mercado CAD com a padronização da linguagem gráfica e técnicas computacionais para 3D
- 80 – Começa-se a desenvolver sistemas que interliguem os softwares directamente à produção
- 90 – Desenvolvimento de sistemas operacionais robustos para a aplicação em computadores, redução de custos em hardware e "super" utilizadores especializados

## Ferramentas
Estes sistemas fornecem uma série de ferramentas para construção de entidades geométricas planas (como linhas, curvas, polígonos) ou mesmo objetos tridimensionais (cubos, esferas, etc.). Também disponibilizam ferramentas para relacionar essas entidades ou esses objetos, por exemplo: criar um arredondamento (filete) entre duas linhas ou subtrair as formas de dois objetos tridimensionais para obter um terceiro.
Uma divisão básica entre os softwares CAD é feita com base na capacidade do programa em desenhar apenas em 2 dimensões ou criar modelos tridimensionais também, sendo estes últimos subdivididos ainda em relação a que tecnologia usam como modelador 3D. Existem basicamente dois tipos de modelagem 3D: por polígonos e por NURBS. Nos softwares pode haver intercâmbio entre o modelo 3D e o desenho 2D (por exemplo, o desenho 2D pode ser gerado automaticamente a partir do modelo 3D).
Existem modelos de CAD específicos que simulam as condições de fabricação, ou seja, as ferramentas usadas no desenho são as mesmas disponíveis no chão de fábrica (estes são geralmente chamados programas CAM). Também na arquitetura existem CADs específicos que desenham paredes, telhados e outras construções automaticamente. Os softwares mais avançados de CAD usam o chamado modelagem paramétrica, que permite modificações do desenho pela simples entrada de números indicando dimensões e relações entre as entidades ou objetos desenhados.